# Sodopsis curvifascia
Sodopsis curvifascia – gatunek chrząszcza z rodziny kózkowatych i podrodziny zgrzypikowych. Jedyny przedstawiciel rodzaju Sodopsis.

## Zasięg występowania
Gatunek ten występuje w płd. Indiach, notowany w stanie Tamilnadu.